# Andzsu (étel)

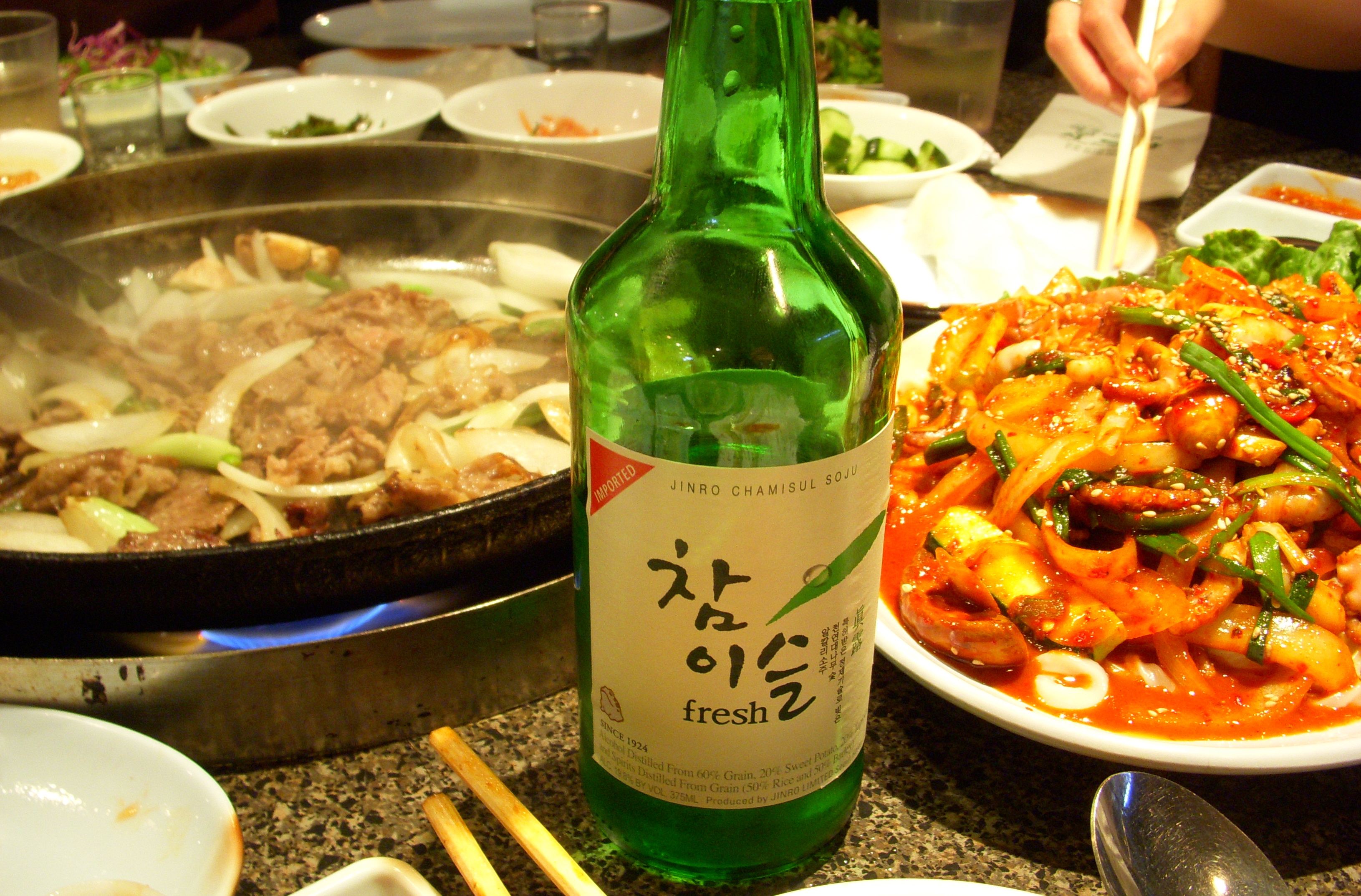
Szodzsu (Soju) mellé felszolgált pulgogi (bulgeogi) és nakcsi-pokkum (nakji-bokkeum)

Az andzsu (hangul: 안주, handzsa: 按酒, RR: anju) az alkoholos italok mellé felszolgált kísérő ételek, nassolnivalók összefoglaló elnevezése a koreai konyhaművészetben. Külön terítési szokások (주안상, csuanszang (juansang)) tartoznak hozzá. A koreaiak soha nem isznak alkoholt kísérő ételek nélkül.

## Története
A koreai kultúrában hagyományosan csumak (jumak)okban (주막; vendéglő, kocsma, taverna) szolgálták fel az alkoholt és a kísérő ételeket, és itt megszállni, aludni is lehetett. Pontosan nem tudni, mikor jelentek meg a kocsmák, egyes feljegyzések szerint a Silla korban már üzemeltek ilyen vendéglők. Gyakori alkoholkísérő étel volt ezeken a helyeken a rizses leves, főképp a csanggukpap (장국밥, janggukbap), marhahúsleves rizzsel. Ugyancsak népszerű kísérők voltak a ma is fogyasztott szárított húsok, halak és kalmárok, a különféle húsételek, például a császárszalonna, vagy a nobiani (너비아니, neobiani) (vékonyra szeletelt, pácolt és grillezett marhahús). Különféle ttok (tteok)okat is felszolgáltak az alkohol mellé. Főképp makkolli (makgeolli)t és szodzsu (soju)t árultak. Aki alkoholt vásárolt, az az éjszakát is ott tölthette, szabad helyek függvényében.

## Alkoholfajták szerinti besorolásuk
A különböző alkoholok mellé más-más ételek illenek. Például a szamgjopszal (samgyeopsal) (grillezett császárszalonna) szodzsu (soju)val a legjobb, a koreai sült csirke pedig sörrel. Esős napokon népszerű kombináció a phadzson (pajeon) (újhagymás palacsinta) makkolli (makgeolli)val.
|                      | Szárított/Száraz | Leveses és/vagy csípős | Egyéb |
| -------------------- | --- | --- | --- |
| sör                  | szárított nogari, szárított tintahal, csüpho (jwipo) (szárított vérteshal), ízesített dió- és mogyorófélék, részben szárított kalmár, jukpho (yukpo) (szárított húsok) | | sajtos csemegekukorica, sült csirke, pizza, thügim (twigim) |
| jakcsu (yakju)       | pugak (bugak), tasik (dasik), csonggva (jeonggwa) | | pulgogi (bulgogi), hanu-kui (gui), namul, cson (jeon), csongol (jeongol), szengszon hö (saengseon hoe), szandzsok (sanjeok), jukhö (yukhoe) |
| makkolli (makgeolli) | | tubu kimcshi (dubu kimchi), kolbengi mucshim (golbaengi muchim), kimcshi (kimchi) | pindettok (bindaetteok), posszam (bossam), pucshimge (buchimgae), tothori muk (dotori-muk)-mucshim (muchim), hongoszamhap (hongeo samhap), csono (jeoneo)-hö (hoe), kimcshi pucshimge (kimchi-buchimgae), makkukszu (mak-guksu), phadzson (pajeon), nyers osztriga |
| szodzsu (soju)       | | agü ccsim (agwi-jjim), pude ccsige (budae-jjigae), takpal (dakbal), omuk (eomuk)-thang (tang), kamdzsathang (gamja-tang), csogethang (jogae-tang), csukkumi (jukkumi)-pokkum (bokkeum), kimcshi ccsige (kimchi-jjigae), meun thang (maeun-tang), | kopcshang (gopchang), makchang, szamgjopszal kui (samgyeopsal-gui) |
| bor                  | sajtválogatás | | steak |

## Fordítás
- Ez a szócikk részben vagy egészben  az   Anju (food) című angol Wikipédia-szócikk fordításán alapul.  Az eredeti cikk szerkesztőit annak laptörténete sorolja fel. Ez a jelzés csupán a megfogalmazás eredetét és a szerzői jogokat jelzi, nem szolgál a cikkben szereplő információk forrásmegjelöléseként.